# Prateći Majku Tereziju
Prateći Majku Tereziju je hrvatski dokumentarni film. Autorica je Ljiljana Bunjevac Filipović koja je scenaristica i redateljica. Dokumentarac je osvojio glavnu nagradu na 5. Festivalu hrvatskih vjerskih dokumentarnih filmova.  Ljiljana Bunjevac Filipović za taj je film dobila nagradu za najbolji scenarij, a Matija Zajec za najbolju montažu.
Tragom fotografija hrvatskog fotografa Zvonimira Atletića, koji je bio jedan je od rijetkih ljudi na svijetu koji je imao prilike surađivati s Majkom Terezijom, HRT-ova ekipa pošla je u Indiju saznati što se dogodilo nakon smrti Majke Terezije. Osim domorodaca, snimano je svjedočanstvo dugogodišnjega fotografa Glasa Koncila Zvonimira Atletića. Filmom se cilja gledateljstvu približiti ozračje u kojem je blaženica pokrenula red sestara Misionarki ljubavi i time organizirala pomoć napuštenima, bolesnima i umirućima, neovisno o rodnoj pripadnosti, boji kože, vjerskoj ili pripadnosti kastama.